# M van Marketing
M van Marketing is een album gemaakt door het hiphopduo Joost en Donnie. Ze staan op de cover van het album met achter hen de vlaggen van Zweden en Friesland. Deze vlaggen staan voor de herkomsten van het tweetal: Zweden en Leeuwarden.
Ter ondersteuning van het album vond op 2 december 2018 de eenmalige voorstelling Viraal in Carré plaats in Koninklijk Theater Carré in Amsterdam.

## Nummers
Alle muziek en teksten zijn geschreven door Joost, Donnie, Mick Spek, Hasse de Moor, Ketta en Rino Sambo. 
| 1.                 | Parmezaan en Linkerbaan |            | 1:43 |
| 2.                 | Stockholm               |            | 2:16 |
| 3.                 | Domme Patta             |            | 2:51 |
| 4.                 | Koud (Haha)             | Mr. Polska | 4:16 |
| 5.                 | Fierljeppen             |            | 2:47 |
| 6.                 | M van Marketing         |            | 2:05 |
| 7.                 | Frikandelbroodje        | Stuntje    | 2:37 |
| 8.                 | Leipe Dennis            |            | 3:01 |
| 9.                 | Woensdagochtendwinkel   |            | 2:13 |
| 10.                | Marijke Helwegen        |            | 2:37 |
| 11.                | Vogel Op De Hek         |            | 2:52 |
| Totale duur: 29:28 |                         |            |      |